# Tatort: Schmale Schultern
Schmale Schultern ist ein Fernsehfilm aus der Kriminalreihe Tatort. Der vom Westdeutschen Rundfunk unter der Regie von Christoph Schnee produzierte Film wurde am 12. September 2010 im Ersten Programm der ARD ausgestrahlt. Es ist der 47. Fall des Kölner Ermittler-Teams Ballauf und Schenk und die 771. Tatortfolge.

## Handlung
In Köln-Mülheim ist Regina Scheffler aus dem dritten Stock eines Mietshauses gefallen. Aufgrund von Abwehrverletzungen an den Unterarmen und einer Kopfverletzung ist ein Selbstmord auszuschließen. Auf dem Balkon der entsprechenden Wohnung finden sich Blutspuren; die Wohnung selbst wurde verwüstet und die Wände mit Graffiti besprüht. Allerdings scheint nichts gestohlen worden zu sein.
Ballauf und Schenk ermitteln zunächst im privaten Umfeld des Opfers. Schefflers Lebensgefährte, Jens Otten, der sie in Kürze heiraten wollte, ist erschüttert. Nach seiner gescheiterten Ehe mit Claudia Otten hatte er sich mit Regina einen Neuanfang erhofft, was für ihn auch eine finanzielle Entlastung bedeutet hätte. Er muss Unterhalt für seine Exfrau und die Kinder Laura und Benjamin zahlen, den er bei einer neuen Eheschließung hätte kürzen können. Seine finanzielle Lage ist recht angespannt, ebenso wie das Verhältnis zu seiner Exfrau und seinen beiden Kindern. Dennoch versucht er, sich um die beiden zu kümmern, trifft jedoch vorwiegend auf Ablehnung.
Die Graffiti und Fingerabdrücke auf einer leeren Spraydose am Tatort führen die Ermittler zu Patrick Cosca, einem stadtbekannten Sprayer am Hauptbahnhof. Der flieht zwar beim Anblick der Polizisten, kann aber von Schenk gestellt werden. Er wird befragt und sagt aus, dass er die Frau nicht umgebracht habe. Allerdings macht der Junge einen recht bedrückten Eindruck auf die Ermittler. Ballauf hält es für möglich, dass er jemanden deckt, aber Patrick macht dazu keine Angaben. Ein Besuch bei Patricks Eltern ergibt, dass sie die Tote kennen, da ihr Sohn in die gleiche Klasse geht wie Laura Otten. Die Ermittler stellen schnell fest, dass die beiden ein Paar sind. Sie treffen beide am Bahnhofsgelände und befragen Laura, die angibt, dass alles ihre Idee gewesen sei. Sie hätte den Schlüssel ihres Vaters gestohlen und dann seien sie beide in Reginas Wohnung gegangen, um diese zu verwüsten. Laura konnte sie nicht leiden und eine Heirat mit ihrem Vater nahm ihr jegliche Hoffnung auf eine Versöhnung ihrer Eltern. Patrick erklärt, dass sie eine Nachricht in der Wohnung hinterlassen hätten: „Fuck you bitch, Laura.“ Ballauf ist sicher, dass sie keinen Zettel am Tatort gefunden haben.
Schenk befragt Claudia Otten, die bestätigt, dass Laura den Scheidungskrieg miterlebt hat. Sie selbst ist aufgrund von Depressionen in ärztlicher Behandlung. Im Falle der von ihrem Exmann geplanten Unterhaltskürzungen würde das für sie als allein erziehende Mutter und auch für die Kinder einen sozialen Abstieg bedeuten.
Die Kommissare finden heraus, dass Patricks Vater ziemlich eng mit dem Opfer befreundet war. Nach seiner Aussage hätte Regina in ihm einen neutralen Gesprächspartner gefunden. Jens Otten war so mit sich und seinem Unterhaltskrieg beschäftigt, dass sich seine neue Freundin vernachlässigt fühlte. Es stellt sich sogar heraus, dass Cosca – nicht Otten – der Vater ihres ungeborenen Kindes war. Damit konfrontiert gibt Cosca zu, dass er das wusste und Regina zur Abtreibung geraten hatte. Da sie das nicht in Erwägung gezogen habe, sei das für ihn auch kein Problem gewesen, denn im Falle ihrer Heirat hätte in jedem Falle Otten juristisch als Vater gegolten.
Als Jens Otten erfährt, dass seine Tochter unter Mordverdacht steht, macht er seiner Frau lautstark Vorwürfe. Laura, die der Kleinkrieg ihrer Eltern schon lange überfordert, reißt zusammen mit ihrem Bruder aus, wird von der Polizei aber schnell wieder aufgegriffen. Ballauf findet in ihrem Gepäck den Zettel, von dem Patrick gesprochen hatte. Während sie noch einmal verhört wird, bringt Franziska Lauras Bruder zu seiner Mutter zurück. Als diese erfährt, dass Laura unter dringendem Tatverdacht steht, bittet sie sie, ihrer Tochter auszurichten, dass sie die Wahrheit sagen solle. So sagt Laura aus, dass sie ihrer Mutter erzählt hätte, dass sie die Wohnung von Regina Scheffler verwüstet hatte, um sie zu ärgern. Ihre Mutter fand das weniger amüsant, da Lauras Vater dies vor Gericht gegen sie verwenden könnte. Darum sei Laura spät abends noch einmal losgefahren, um den Zettel zu holen. Am Tatort habe sie dann ihre Mutter angetroffen.
Ballauf und Schenk wollen Claudia Otten festnehmen. Als sie zum Haus kommen, finden sie ein schriftliches Geständnis und die Mutter mit ihrem Sohn Benjamin bewusstlos vor. Sie hat versucht, sich und den Jungen mit Tabletten zu vergiften. Das rechtzeitige Erscheinen der Ermittler rettet beiden das Leben.

## Hintergrund
Schmale Schultern wurde von Colonia Media im Auftrag des WDR  produziert. Die Dreharbeiten erfolgten in Köln und Frechen.
Stephan Wuschansky und Ulrich Brandt, von denen die Idee zu der Geschichte stammt, wurden bei der Erstellung des Drehbuches von Jürgen Werner unterstützt.

## Rezeption

### Einschaltquoten
Bei seiner Erstausstrahlung am 12. September 2010 wurde die Folge Schmale Schultern in Deutschland von 9,2 Millionen Zuschauer gesehen, was einem Marktanteil von 26,0 Prozent entsprach.

### Kritik
Rainer Tittelbach von tittelbach.tv schreibt: „Eine Hand voll Verdächtiger – und doch wirkt der ‚Tatort – Schmale Schultern‘ nicht wie einer jener Allerwelts-Whodunits, bei denen die möglichen Täter wie auf einer Perlenkette aufgereiht werden. Die Verbundenheit aller Verdächtigen macht aus dem Krimi um Beziehungsprobleme, Seitensprünge und ewige Rosenkriege ein Drama der zerplatzten Lebensträume.“
Bei der Frankfurter Allgemeinen kritisiert Friederike Haupt und meint: „Rauhbeinig geht es zu, und viel Zeit vergeht damit, den Kommissaren beim Kaffeekochen (Ballauf) und Tochtertreffen (Schenk) zuzusehen. Schlimm ist das nicht, denn die Ermittlungen […] verlaufen schleppend.“ Bis zum Schluss „nimmt die Handlung kaum Tempo auf.“
Jürgen Kirsch, Kritiker bei Quotenmeter.de, stören: „Die Nebenhandlungen aus dem Hause Schenk, die immer wieder auch ins Kölner Kommissariat mitgebracht werden, [sie] stören nicht nur den Kollegen Ballauf, sondern auch gänzlich den Film selbst. Denn die trotz aller Tiefgründigkeit in der Aussage eher nebensächlichen Geschichten lenken von der hauptsächlichen Krimihandlung ab [und das] nimmt […] der aufflammenden Kriminalstory in unregelmäßigen Abständen den Wind aus den Segeln.“ Ansonsten finden sie auch lobende Worte: „Der Kriminalfall bietet jedoch eine interessante Geschichte, die Regisseur Christoph Schnee mit viel Sorgfalt umgesetzt hat. Die verschiedenen Beziehungskonstellationen werden schnell klar und Charakterzeichnung ist detailgenau. Letztlich spielen auch die Emotionen eine tragende Rolle, die dem Zuschauer […] von den Schauspielern überzeugend vermittelt werden.“
Die Kritiker der Fernsehzeitschrift TV Spielfilm urteilen: „Die Dienstwaffen bleiben im Spind, hier ist Einfühlungsvermögen gefragt. Fazit: So geht's, wenn Dinge aus dem Ruder laufen.“

### Trivia
Besonderheit: In den Ballauf-Schenk-Fällen 47 und 48 präsentiert Freddy Schenk wider Erwarten keinen Dienstwagen.